# Giro d'Italia 1910
Il Giro d'Italia 1910, seconda edizione della corsa rosa, si svolse in dieci tappe dal 18 maggio al 5 giugno 1910, per un percorso totale di 2987,4 km. Fu vinto dall'italiano Carlo Galetti. Su 101 partenti, organizzati in sei squadre, giunsero al traguardo finale di Milano 20 corridori.
Il vincitore dell'edizione precedente, Luigi Ganna, perse l'opportunità di vincere anche questo secondo Giro già nella prima tappa, nella quale forò a Ospitaletto e venne attaccato dalla Legnano di Lucien Petit-Breton. Durante il lungo inseguimento forò entrambe le gomme e giunse sul traguardo di Udine ventunesimo con 24 minuti di ritardo da Ernesto Azzini. Carlo Galetti diventò il capitano dell'Atala e venne aiutato da Ganna nelle successive tappe. Nella terza tappa Petit-Breton forò, fu attaccato dall'Atala e terminò a 22 minuti, mentre nella successiva tappa appenninica ruppe la bicicletta e si ritirò; Ganna, come anche Galetti e Pavesi, fu colpito da gastroenterite e perse 4 ore. Un errore di percorso di Brocco della Legnano poteva portare all'annullamento della tappa, ma l'Atala si rifiutò di chiederlo per evitare la riammissione di Petit-Breton e anche la Legnano si ritirò dalla corsa.
Le ultime tappe furono dominate da Ganna, che ne vinse la metà e nelle altre terminò sempre tra i primi tre. Il podio finale vide trionfatore Galetti, davanti a Pavesi e Ganna, tutti dell'Atala. Il patron della squadra Guido Gatti diede il premio vittoria di 6.000 lire a Ganna, Galetti e Pavesi fecero ricorso in tribunale vincendolo e passarono alla Bianchi. Ultimo si classificò Umberto Turconi con 161 punti.
Jean-Baptiste Dortignacq fu il primo ciclista non italiano a vincere una tappa del Giro. Galetti avrebbe vinto il Giro anche se la classifica generale fosse stata a tempi.

## Tappe
| Tappa  | Data      | Percorso         | km     | Vincitore di tappa       | Leader cl. generale |
| ------ | --------- | ---------------- | ------ | ------------------------ | ------------------- |
| 1ª     | 18 maggio | Milano > Udine   | 388    | Ernesto Azzini           | Ernesto Azzini      |
| 2ª     | 20 maggio | Udine > Bologna  | 322,4  | Jean-Baptiste Dortignacq | Carlo Galetti       |
| 3ª     | 22 maggio | Bologna > Teramo | 345,2  | Carlo Galetti            | Carlo Galetti       |
| 4ª     | 24 maggio | Teramo > Napoli  | 319,5  | Pierino Albini           | Carlo Galetti       |
| 5ª     | 26 maggio | Napoli > Roma    | 192,3  | Eberardo Pavesi          | Carlo Galetti       |
| 6ª     | 28 maggio | Roma > Firenze   | 327,5  | Luigi Ganna              | Carlo Galetti       |
| 7ª     | 30 maggio | Firenze > Genova | 263,5  | Luigi Ganna              | Carlo Galetti       |
| 8ª     | 1º giugno | Genova > Mondovì | 218,1  | Carlo Galetti            | Carlo Galetti       |
| 9ª     | 2 giugno  | Mondovì > Torino | 333,4  | Eberardo Pavesi          | Carlo Galetti       |
| 10ª    | 5 giugno  | Torino > Milano  | 277,5  | Luigi Ganna              | Carlo Galetti       |
| Totale | Totale    | Totale           | 2987,4 |                          |                     |

## Dettagli delle tappe

Giro d'Italia 1910: il passaggio dei corridori.

### 1ª tappa
- 18 maggio: Milano > Udine – 388 km

Risultati
| Pos. | Corridore                | Squadra | Tempo     |
| ---- | ------------------------ | ------- | --------- |
| 1    | Ernesto Azzini           | Legnano | 13h16'00" |
| 2    | Jean-Baptiste Dortignacq | Legnano | s.t.      |
| 3    | Carlo Galetti            | Atala   | s.t.      |

### 2ª tappa
- 20 maggio: Udine > Bologna – 322,4 km

Risultati
| Pos. | Corridore                | Squadra | Tempo     |
| ---- | ------------------------ | ------- | --------- |
| 1    | Jean-Baptiste Dortignacq | Legnano | 10h31'38" |
| 2    | Carlo Galetti            | Atala   | s.t.      |
| 3    | Lucien Mazan             | Legnano | s.t.      |

### 3ª tappa
- 22 maggio: Bologna > Teramo – 345,2 km

Risultati
| Pos. | Corridore       | Squadra | Tempo     |
| ---- | --------------- | ------- | --------- |
| 1    | Carlo Galetti   | Atala   | 10h54'00" |
| 2    | Luigi Ganna     | Atala   | s.t.      |
| 3    | Eberardo Pavesi | Atala   | s.t.      |

### 4ª tappa
- 24 maggio: Teramo > Napoli – 319,5 km

Risultati
| Pos. | Corridore                | Squadra | Tempo     |
| ---- | ------------------------ | ------- | --------- |
| 1    | Pierino Albini           | Legnano | 14h05'10" |
| 2    | Maurice Brocco           | Legnano | s.t.      |
| 3    | Jean-Baptiste Dortignacq | Legnano | s.t.      |

### 5ª tappa
- 26 maggio: Napoli > Roma – 192,3 km

Risultati
| Pos. | Corridore       | Squadra | Tempo    |
| ---- | --------------- | ------- | -------- |
| 1    | Eberardo Pavesi | Atala   | 6h41'40" |
| 2    | Luigi Ganna     | Atala   | s.t.     |
| 3    | Ezio Corlaita   | Bianchi | a 5'     |

### 6ª tappa
- 28 maggio: Roma > Firenze – 327,5 km

Risultati
| Pos. | Corridore      | Squadra      | Tempo     |
| ---- | -------------- | ------------ | --------- |
| 1    | Luigi Ganna    | Atala        | 11h39'00" |
| 2    | Carlo Galetti  | Atala        | s.t.      |
| 3    | Emilio Chironi | Otav-Pirelli | a 11'02"  |

### 7ª tappa
- 30 maggio: Firenze > Genova – 263,5 km

Risultati
| Pos. | Corridore         | Squadra      | Tempo     |
| ---- | ----------------- | ------------ | --------- |
| 1    | Luigi Ganna       | Atala        | 10h23'15" |
| 2    | Carlo Galetti     | Atala        | s.t.      |
| 3    | Clemente Canepari | Otav-Pirelli | a 12'55"  |

### 8ª tappa
- 1º giugno: Genova > Mondovì – 218,1 km

Risultati
| Pos. | Corridore       | Squadra | Tempo    |
| ---- | --------------- | ------- | -------- |
| 1    | Carlo Galetti   | Atala   | 8h07'00" |
| 2    | Eberardo Pavesi | Atala   | s.t.     |
| 3    | Luigi Ganna     | Atala   | s.t.     |

### 9ª tappa
- 3 giugno: Mondovì > Torino – 333,4 km

Risultati
| Pos. | Corridore       | Squadra | Tempo     |
| ---- | --------------- | ------- | --------- |
| 1    | Eberardo Pavesi | Atala   | 12h49'00" |
| 2    | Luigi Ganna     | Atala   | a 6'      |
| 3    | Ezio Corlaita   | Bianchi | a 11'     |

### 10ª tappa
- 5 giugno: Torino > Milano – 277,5 km

Risultati
| Pos. | Corridore       | Squadra | Tempo     |
| ---- | --------------- | ------- | --------- |
| 1    | Luigi Ganna     | Atala   | 11h20'20" |
| 2    | Eberardo Pavesi | Atala   | a 9'35"   |
| 3    | Ezio Corlaita   | Bianchi | a 12'52"  |

## Classifiche finali

### Classifica generale
| Pos. | Corridore            | Squadra      | Punti         |
| ---- | -------------------- | ------------ | ------------- |
| 1    | Carlo Galetti        | Atala        | 28 114h24'00" |
| 2    | Eberardo Pavesi      | Atala        | 46            |
| 3    | Luigi Ganna          | Atala        | 51            |
| 4    | Ezio Corlaita        | Bianchi      | 71            |
| 5    | Emilio Chironi       | Otav-Pirelli | 77            |
| 6    | Battista Danesi      | Atala        | 87            |
| 7    | Clemente Canepari    | Otav-Pirelli | 102           |
| 8    | Giovanni Marchese    | Otav-Pirelli | 114           |
| 9    | Ildebrando Gamberini | Indipendente | 120           |
| 10   | Giuseppe Galbai      | Indipendente | 132           |

### Classifica a squadre
| Pos. | Squadra |
| ---- | ------- |
| 1    | Atala   |